# Proyector portátil
Un proyector portátil (también conocido como mini proyector, proyector de bolsillo, proyector móvil, proyector compacto, microproyector o picoproyector) es una tecnología que implementa el uso de un proyector de video en un dispositivo portátil. Se trata de la respuesta al desarrollo de dispositivos portátiles como teléfonos móviles, asistentes personales digitales y cámaras de fotos digitales, que disponen de la suficiente capacidad de almacenamiento para soportar materiales para presentaciones pero ofrecen pequeño espacio para acomodar una pantalla anexa. Dichos dispositivos presentan hardware y software miniaturizado con el fin de proyectar imágenes y vídeos digitales en una superficie próxima.

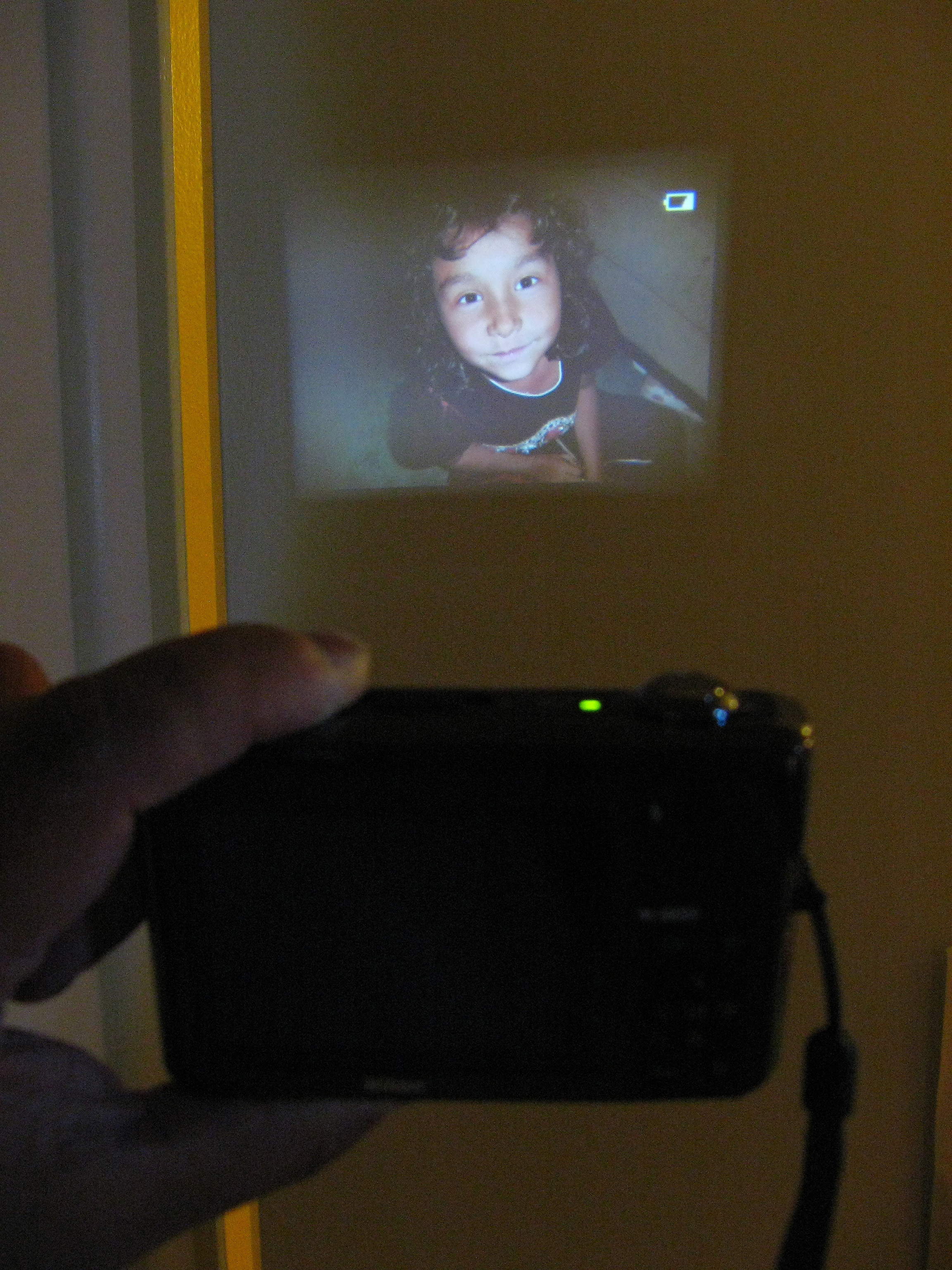
La cámara compacta Nikon Coolpix S1000pj proyectando una imagen con su proyector incorporado.

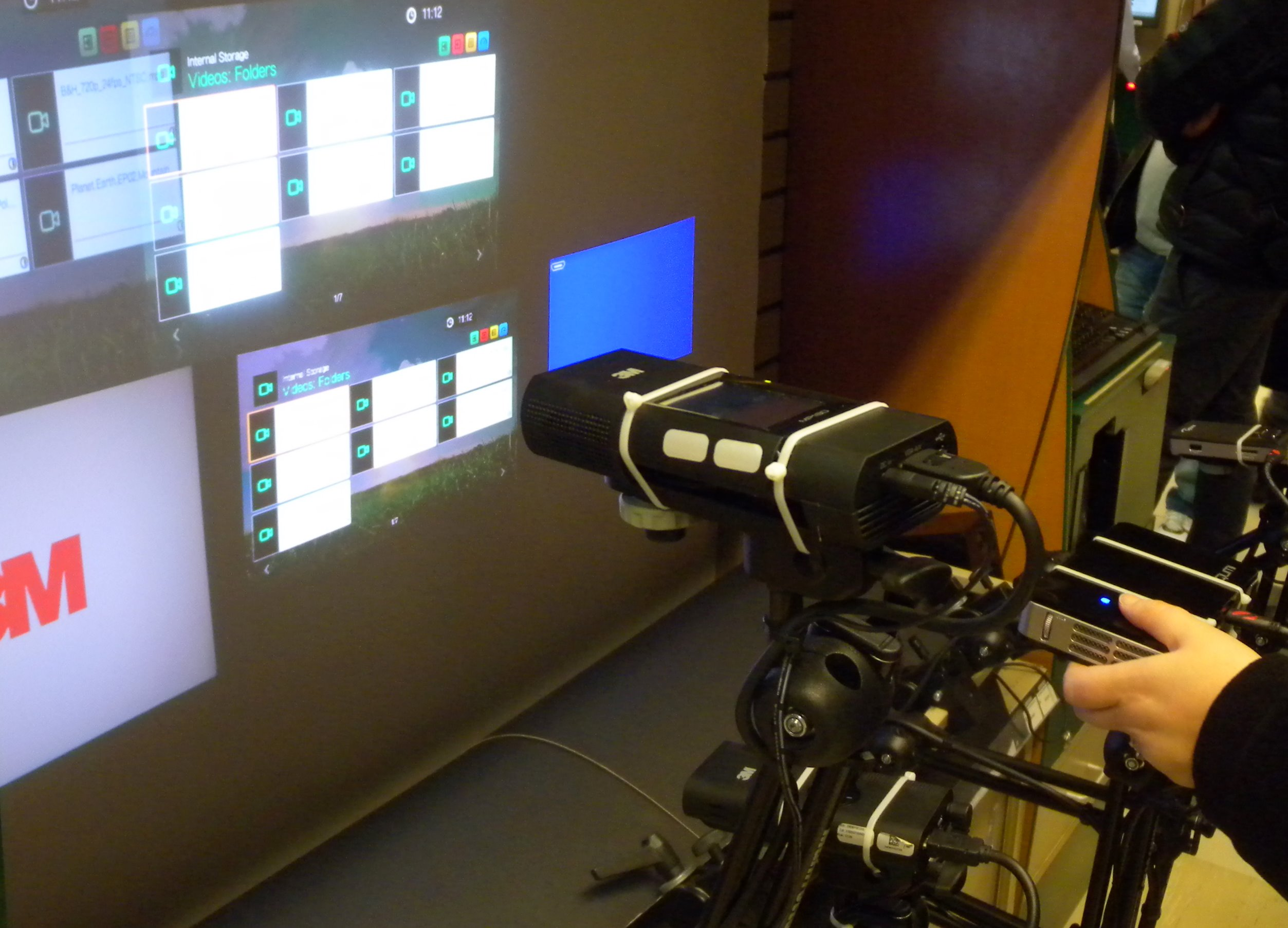
Proyector de bolsillo 3M.

¿Es recomendable usar un mini proyector en lugar de uno normal?
Los mini proyectores son tremendamente cómodos pero su limitación en cuanto a potencia lumínica no los hace adecuados para presentaciones. Son, por ejemplo, muy adecuados para comerciales que quieren mostrar información in-situ a los clientes sin la limitación del tamaño de una tableta o ultra portátil.
El futuro de los mini proyectores
Los investigadores de la institución alemana Universidad Técnica de Darmstadt han publicado un documento que demuestra una tecnología que en algún momento podría llevar complejo de control, basado en objetos físicos a los proyectores mini. Fueron la tecnología, apodada lightbeam, para ser integrado con los teléfonos inteligentes, que podría engendrar una gama mucho más amplia de interacciones y métodos de navegación de datos.